# Tenma Shibuya
 (décembre 2019).
La mise en forme du texte ne suit pas les recommandations de Wikipédia : il faut le « wikifier ».
Les points d'amélioration suivants sont les cas les plus fréquents. Le détail des points à revoir est peut-être précisé sur la page de discussion.
- Les titres sont pré-formatés par le logiciel. Ils ne sont ni en capitales, ni en gras.
- Le texte ne doit pas être écrit en capitales (les noms de famille non plus), ni en gras, ni en italique, ni en « petit »…
- Le gras n'est utilisé que pour surligner le titre de l'article dans l'introduction, une seule fois.
- L'italique est rarement utilisé : mots en langue étrangère, titres d'œuvres, noms de bateaux, etc.
- Les citations ne sont pas en italique mais en corps de texte normal. Elles sont entourées par des guillemets français : « et ».
- Les listes à puces sont à éviter, des paragraphes rédigés étant largement préférés. Les tableaux sont à réserver à la présentation de données structurées (résultats, etc.).
- Les appels de note de bas de page (petits chiffres en exposant, introduits par l'outil «  Source ») sont à placer entre la fin de phrase et le point final[comme ça].
- Les liens internes (vers d'autres articles de Wikipédia) sont à choisir avec parcimonie. Créez des liens vers des articles approfondissant le sujet. Les termes génériques sans rapport avec le sujet sont à éviter, ainsi que les répétitions de liens vers un même terme.
- Les liens externes sont à placer uniquement dans une section « Liens externes », à la fin de l'article. Ces liens sont à choisir avec parcimonie suivant les règles définies. Si un lien sert de source à l'article, son insertion dans le texte est à faire par les notes de bas de page.
- La présentation des références doit suivre les conventions bibliographiques. Il est recommandé d'utiliser les modèles {{Ouvrage}}, {{Chapitre}}, {{Article}}, {{Lien web}} et/ou {{Bibliographie}}. Le mode d'édition visuel peut mettre en forme automatiquement les références.
- Insérer une infobox (cadre d'informations à droite) n'est pas obligatoire pour parachever la mise en page.

Pour une aide détaillée, merci de consulter Aide:Wikification.
Si vous pensez que ces points ont été résolus, vous pouvez retirer ce bandeau et améliorer la mise en forme d'un autre article.
Pour les articles homonymes, voir Shibuya.
Tenma Shibuya (渋谷 天馬, Shibuya Tenma), né le 13 janvier 1969 est un acteur japonais, producteur de film, danseur de danse classique japonaise et un promoteur des échanges culturels.

## Biographie

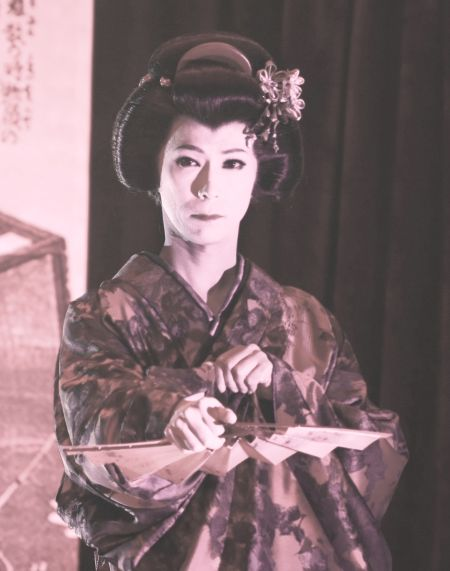
Tenma Shibuya dansant la danse classique japonaise

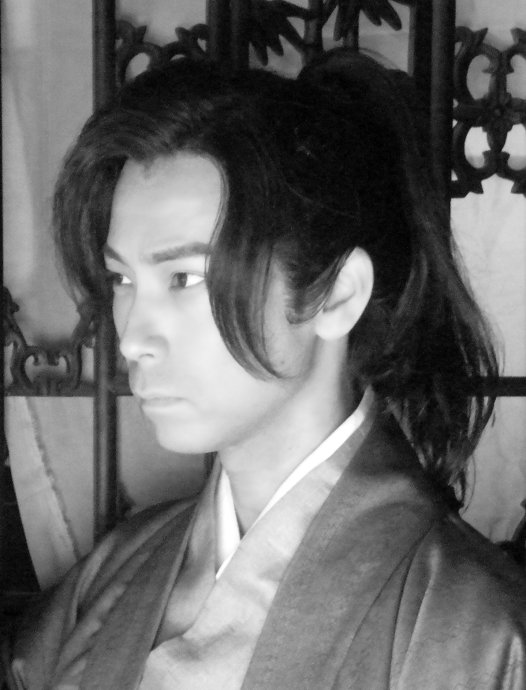
Tenma Shibuya joue un drame historique

Tenma Shibuya commence sa carrière en tant qu'acteur en 1993 en rentrant des États-Unis où il suivait des études a l'université[Laquelle ?]. Au début de sa carrière, au Japon, il fait apparaît dans des films, sur scènes et dans des séries télévisées, notamment Romio et Juliette de Yukio Ninagawa (1998) Agitateur de Takashi Miike (2002) et Appleseed de Shinji Aramaki (2004, comme acteur de capture du mouvement).
En 2006, à l'âge de 36 ans, Shibuya visite la Chine pour la première fois, lui permettant de faire ses premiers pas dans le show-business chinois. En 2008, il joue le rôle du colonel Sato dans Ip Man de Wilson Yip, l'antagoniste cruel d'un film d'action hongkongais qui remporte le prix du meilleur film au 28e Hong Kong Film Awards.
En 2011, il joue dans l'une des séries télévisées chinoises les mieux notées cette année là, Borrow Gun, dans laquelle Shibuya incarne Kato, un personnage qui lui a valu une renommée dans toute la Chine. La même année, il rejoint le casting de The Flowers of War, dirigé par Zhang Yimou.
Il apparaît en 2014 dans le film Kano aux côtés de Masatoshi Nagase, sixième plus gros succès au box-office taïwanais en termes de recettes. En 2017, il apparaît dans la série télévisée russe Sorge, dirigée par Sergey Ginzburg puis en 2018 dans le film sino-américano-coréen Les Sentinelles du Pacifique,,,, de Xiao Feng. Il incarne le rôle du pilote du chasseur Zéro en tant que seul acteur principal japonais du film,,. Jusqu'en 2018, Shibuya a participé à plus d'une centaine de productions, dont des films, des séries télévisées et des pièces de théâtre au Japon, en Chine, à Hong Kong, à Taïwan et aux États-Unis, et a acquis une grande popularité dans les régions asiatiques, notamment dans les régions sinophone.
En plus d'être acteur, il est danseur classique et compositeur depuis plus de 20 ans. Shibuya est également impliqué dans diverses d'activités d’échanges culturels internationaux depuis plus de 25 ans. Il a enseigné le japonais dans des écoles secondaires en tant que bénévole à Eugene (Oregon, États-Unis). Il a également fondé en 2009 la Japan-China Cultural Exchange Promotion, une organisation à but non lucratif basée à Tokyo dont le but est de promouvoir les échanges culturels entre le Japon et la Chine. Il occupe le poste de directeur général de cette organisation depuis le début,,.

## Filmographie
- 1996 : Saigonoshigoto de Maiko Inoue : Un voleur
- 1996 : Sadistic Song de Genji Nakamura : Playboy
- 1997 : Mamushinokyoudai de Tōru Murakawa : Un punk
- 1998 : Genkinokamisama de Genji Nakamura : Mari
- 1998 : Hananoana de Kazushige Inada : Un rebelle
- 1999 : Fubundaisousa de Zhang Yinghua : Gérant de sex-shop
- 2000 : Kamome de Genji Nakamura : Loan Shark
- 2001 : Aokiookamitachi de Kenji Yokoi : Tueur à gages
- 2001 : Salarymanpachinkaergingtaro de Takeshi Niizato : Secrétaire
- 2001 : Minaminoteiou de Saddaki Hginiwa : Ouvrier d'usine
- 2002 : Hiroshimayakuzasensou de Toru Ichikawa : Un yakuza
- 2002 : Zonbigokudou de Hirohisa Sasaki : Inspecteur de police
- 2002 : Bastoni de Kazuhiko Nakahara : Agent d'actrice pornographique
- 2002 : Agitator de Takashi Miike : Shintani
- 2003 : Ichigo Chips (Ichigonokakera) de  Shun Nakahara : Patron de bar
- 2004 : Appleseed de Fumihiko Sone et Shinji Aramaki : Général Uranus
- 2007 : Yexi d'An Lan : Lieutenant Tanaka
- 2008 : The Spy War on Flight Tiger (Feihuduidiezhan) de Li Shu : Xiongben
- 2008 : Ip Man de Wilson Yip : Colonel Sato
- 2009: Cow de Guan Hu : Terada
- 2010 : Death and Glory in Changde de Shen Dong : Yiteng Sanlang
- 2010 : Crane of God (Shenhe) de Wang Jianwei : Jitian Fengci
- 2010 : The Blooshed Bridge (Tiexuejiangqiao) de Zhang Yuzhong : Kanji Ishibashi
- 2010 : The Last Shaman of East Ewenki (Eergunaheyouan) de Yang Minghua : Hideo Suzuki
- 2011 : Sacrifices of War de Zhang Yimou : Fuguan
- 2012 : Hushed Roar de Xiao Feng : Ichiro Nakamura
- 2012 : Assassination (Chengchengfenghuo Juesha) de Li Cai : Gaoqiao
- 2013 : Little Tigers (Xiaoxiaofeihudui) de Qian Xiaohong : Gangcun
- 2014 : Kano de Umin Boya : Représentant citoyen
- 2015 : Imaginary Assassin (WanFeng) de Kan Ruohan : Tsuji Masanobu
- 2016 : Give a reason first! (Geigeliyouxian) de Wang Qiang : Jin
- 2017 : Fourteen Robbers (Shisidadao) de Wang Qiang : General Kato
- 2018 : Les Sentinelles du Pacifique (Air Strike) de Xiao Feng : Sato
- 2019 : Saturday Fiction (兰心大剧院)  de Lou Ye : Lieutenant Hosoda
- 2019 : The Vindicator (Shisanliesha) de Li Bin : Kouichiro Ishihara

## Série télévisée
| Année | Titre                                                               | Origine | Réalisateur      | Rôle                         |
| 2019  | Binbian bushi haitanghong (en anglais : Winter Begonia)             | Chine   | Hui Kaidong      | Le général Kyujou            |
| 2018  | Growing pains of swordsmen                                          | Chine   | Shang Jing       | Ninja Hattori                |
| 2017  | Taiwanwangshi (en anglais : My bittersweet Taiwan)                  | Chine   | Cui Liang        | Matsumura, chef de la Police |
| 2016  | Sorge                                                               | Russie  | Sergey Ginzburg  | Imuro                        |
| 2015  | Youchai (en anglais : History of a Legend)                          | Chine   | He Liu, Bai Yang | Shuigu Xinfu                 |
| 2015  | Ershisidaoguai (en anglais : 24 Turns)                              | Chine   | Zhang Yuzhong    | Dachuan                      |
| 2015  | Tiezaishao (en anglais : Warriors on Fire)                          | Chine   | Liu Xin          | Gaomu Yiren                  |
| 2014  | Fenghuoshuangxiong (en anglais : Brother in Arms)                   | Chine   | Jin Liangyan     | Heitian zhongxiong           |
| 2013  | Xiaobaohelaocai (en anglais : XiaoBao and LaoCai)                   | Chine   | Shang Jing       | Qingtian Dazuo               |
| 2012  | Xuanya (en anglais : The Brink)                                     | Chine   | Liu Jin          | Saburo Shibuya               |
| 2012  | Shenmirenzhi (en anglais : The Willing Hostage)                     | Chine   | Shao Jinghui     | Songben Wulang               |
| 2012  | Haojiahuo (en anglais : The Goodfellas)                             | Chine   | Jian Chuanhe     | Kanji Abe                    |
| 2011  | Dajueze (en anglais : The big choice)                               | Chine   | Gao Jin          | Guitian Cilang               |
| 2011  | Daxifa (en anglais : Chinese Traditional Magic)                     | Chine   | Wang Shuo        | Wuteng Zhang                 |
| 2011  | Jiezhenguochuanqi (en anglais : Legends of the Country)             | Chine   | Lei Xianhe       | Jitian                       |
| 2011  | Xingfumanwu (en anglais : Happiness Full of House)                  | Chine   | Jia Yiping       | Mouye                        |
| 2010  | Jieqiang (en anglais : Borrow Gun)                                  | Chine   | Jiang Wei        | Jiateng Jinger               |
| 2010  | Zhizhewudi (en anglais : Wise and Invincible)                       | Chine   | Jian Chuanhe     | Yunchuan Xiuyi               |
| 2010  | Woshichuanqi (en anglais : I am Legend)                             | Chine   | Xu Zongzheng     | Heichuan Shuo                |
| 2010  | Chuanjuntuanxuezhandaodi (en anglais : Fight till the end)          | Chine   | Li Shu           | Yedao Canger                 |
| 2010  | Tiexuezhonghun (en anglais : Iron and Blood)                        | Chine   | Zhou Youchao     | Yuantian Duizhang            |
| 2009  | Shengsixian (en anglais : The Line)                                 | Chine   | Kong Sheng       | Dubian Chunliang             |
| 2009  | Yangguifeimishi (en anglais : The secret history of Concubine Yang) | Chine   | You Xiaogang     | Daban Gumalv                 |
| 2009  | Xuebao (en anglais : Snow Leopard)                                  | Chine   | Chen Haowei      | Dubian Wu                    |
| 2009  | Watashigakodomodattakoro                                            | Japon   |                  | Xianbingduiyuan              |
| 2008  | Didaoyingxiong (en anglais : An authentic hero)                     | Chine   | Ding Hei         | Shangdao Cilang              |
| 2006  | Caoyuanchunlaizao (en anglais : Prairie spring comes early)         | Chine   | Wang Tao         | Shouji Kanai                 |
| 2005  | Iryoushounenyinmonogatari                                           | Japon   |                  | Chauffeur de camion          |
| 2004  | Kekkon                                                              | Japon   |                  | Légiste                      |
| 2003  | Kougenheirasshai                                                    | Japon   |                  | Gérant d'hôtel               |
| 2002  | Rakutenseikatsu                                                     | Japon   |                  | Caméraman                    |

## Sur scène

### Théâtre
| Année | Titre                                         | Origine | Rôle                               | Notes               |
| 2000  | Yukionna                                      | Japon   | Heikichi                           | Ohme city hall      |
| 1998  | Roméo et Juliette (dirigé par Yukio Ninagawa) | Japon   | Famille Capulet, Ensemble de danse | Saitama art theater |
| 1998  | Jidairomanboukenki                            | Japon   | Ancêtres et descendants, 2 rôles   | Mitaka theater      |
| 1997  | Princess Sayo                                 | Japon   | Fermier, Ensemble de danse         | The Zoujou temple   |
| 1996  | Emperor Jones                                 | Japon   | Prêteur                            | Saitama art theater |

### Comédie musicale
| Année   | Titre            | Origine | Rôle                                 | Notes                                                                                     |
| 1998-99 | Kumagon's forest | Japon   | Kumagon & Horosuke, 2rôles - Leading | 7 grands théâtres régionaux (Takasaki, Mattou, Sasebo, Sendai, Kanazawa, Takasago, Chiba) |

### Ballet
| Année | Titre  | Origine | Rôle              | Notes              |
| 1997  | Bolero | Japon   | Ensemble de danse | Tokyo culture hall |

### Voix Off/Doublage
| Média                              | Titre                        | Origine | Rôle               | Notes       |
| Chaîne de télévision par câble     | Taiken PekinPekinPekin       | Japon   | Narrateur          | 16 épisodes |
| Chaîne de télévision par câble     | Taiken Pekinpekinpekin 2     | Japon   | Narrateur          | 16 épisodes |
| Chaîne de télévision par satellite | Chugokumenroadwoyuku         | Japon   | Narrateur          | 16 épisodes |
| Vidéo publicitaire                 | Cannon                       | Japon   | Narrateur          |             |
| Vidéo publicitaire                 | Téléphone portable Sharp     | Japon   | Narrateur          |             |
| Vidéo publicitaire                 | Happy Taobao                 | Chine   | Narrateur          |             |
| Vidéo publicitaire                 | China Lianyungang            | Chine   | Narrateur          |             |
| Vidéo publicitaire                 | China Jinmenqiao             | Chine   | Narrateur          |             |
| Vidéo publicitaire                 | Cannon                       | Japon   | Narrateur          |             |
| CG animation                       | Japanimation                 | U.S.A   | 4 rôles principaux |             |
| Film                               | Dongfengyu                   | Chine   | Fujiki             |             |
| Série télévisée                    | Zhongtiankenjian             | Chine   | Takahashi          |             |
| Série télévisée                    | Xuebao                       | Chine   | Yamamoto           |             |
| CG Game Soft                       | Suikoden                     | Japon   | Narrateur          |             |
| ep Diffusion                       | Introduction de ep Diffusion | Japon   | Narrateur          |             |

### TV/Émission de radio
| Média | Titre          | Origine | Notes      |
| BMN   | Wozai Beijing  | Chine   | Invité     |
| CCTV  | Dialogue(対話) | Chine   | Invité     |
| CRI   | Tetsubeya      | Chine   | En vedette |

## Carrière dans le divertissement
Shibuya a commencé sa carrière d'acteur en 1993. Déterminé à jouer dans le monde entier, il ressent le besoin d'accumuler de l'expérience au Japon jusqu'à ce qu'une occasion se présente. En plus de jouer quotidiennement, Shibuya continue d'améliorer ses capacités d'interprétation de plusieurs manières, notamment en suivant des cours donnés par Yoko Narahashi, qui deviendra plus tard une figure éminente de l’industrie cinématographique japonaise à l'United Performers' Studio, associée au NY Actors Studio (méthode qui est devenue plus tard le style de base actuel de Shibuya); des cours de théâtre à Eizoujuku, une école de cinéma professionnelle fondée par Genji Nakamura, réalisateur de plus de 40 films; des cours de danse classique japonaise donnés par Nishikawa Kazuma, le maître de l’école de Nishikawa; ou encore une formation vocale chez AK MUSIC spécialisée dans l'opéra, la chanson et la musique pop. Shibuya joue dans un certain nombre de courts métrages indépendants, en plus de ses apparitions dans diverses productions cinématographiques, qui l'ont familiarisé avec leurs méthodes et leurs styles. Dans le même temps, il participe également à la réalisation de films. Il interprète même ses propres chansons tout en jouant de la guitare. Depuis cette époque et encore aujourd'hui, Shibuya cherche à s'améliorer jour et nuit.
Shibuya fait ses débuts commerciaux dans Sadistic Song (1995), un film réalisé par Genji Nakamura. En 1997, des opportunités théâtrales s'offrent à Shibuya. En mars, il apparaît dans Bolero, un ballet célèbre. La performance a été chorégraphiée par Maurice Béjart, sous la direction de Shiro Mizoshita, du Ballet de Tokyo, faisant partie des ensembles de danse présentés à la salle de la culture de Tokyo. En juillet, il apparaît dans Princesse Sayo, à la fois en tant que personnage et comme danseur folklorique japonais. En août 1997, Shibuya est assistant-réalisateur dans Annie Get Your Gun, une célèbre comédie musicale de Broadway, au théâtre Nagoya Chunichi. L'année suivante, il a l'occasion de travailler avec un célèbre metteur en scène. Il passe l'audition et joue Capulet dans Roméo et Juliette, dirigé par Yukio Ninagawa. Il continue néanmoins sa carrière cinématographique. En 2001, Shibuya obtient un rôle dans Agitator, un film de Takashi Miike, cinéaste prolifique. Il y joue un membre de la mafia qui soutient son chef joué par Naoto Takenaka. Durant cette période, Shibuya n'a pû jouer que de petits rôles en tant que détective, gangster, médecin ou avocat. Dans Appleseed, Shibuya peut s'essayer à l'animation 3D pour la première fois : il y joue 4 personnages en utilisant la technique de la capture de mouvement. Le film, réalisé par Shinji Aramaki, sort en 2004 dans le monde entier.
Depuis longtemps, Shibuya a pour projet de commencer à se produire en Chine, projet qu'il doit reporter à cause des difficultés linguistiques. Il s'inscrit donc à l'université des langues et des cultures de Beijing pendant six mois et y suit des cours intensifs de mandarin. Après cela, il peut officiellement commencer sa carrière d'acteur en Chine. À l'automne 2006, il joue dans sa première série télévisée chinoise : Caoyuanchunlaizao, y incarnant un personnage historique : Shouji Kanai. L'année suivante, il co-dirige son premier film en Chine : Feihuduidiezhan. Réalisé par Li Shu, ce film est le plus rediffusé de l'année, et ceci sur la principale chaîne de télévision consacrée au cinéma en Chine, CCTV-6. Bien qu'il soit encore un visage nouveau pour le public chinois, ses performances vont rapidement être reconnues dans l'industrie, en particulier par Li Shu, qui lui attribue un rôle dans sa production suivante, lui amenant encore plus d'opportunités pour la suite. De cette période, Shibuya conserve une grande reconnaissance pour tout le soutien que ses collègues lui ont apporté.
En 2008, Shibuya joue dans Ip Man, un film de kung-fu de Wilson Yip, qui remporte le prix du meilleur film au 28èmes Hong Kong Film Awards. Le rôle interprété par Shibuya, le colonel Sato, un méchant impitoyable et perfide, lui crée non seulement une réputation parmi les professionnels, mais fait également forte impression auprès du grand public. Au point que le réalisateur, Wilson Yip, lui conseille sur le ton de la blague de se tenir à l'écart des salles de cinéma, remarquant l'excitation du public et le succès du film.
Shibuya se voit offrir l'occasion de jouer sa première série télévisée en costume d'époque, Yangguifeimishi, en 2009. Réalisé par You Xiaogang, interprété, entre autres, par Yin Tao et Anthony Wong, la série se déroule en Chine sous la dynastie Tang. Bien qu'il soit étranger, Shibuya ressent et interprète avec succès un personnage de la Chine antique, fascinant des milliers de spectateurs dans tout le pays.
En 2010, Shibuya joue le rôle principal dans la série télévisée Shenhe, Minetsugu Yoshida, un ornithologue qui est venu au lac de Zhalong pour chercher deux grues du Japon qui avait été perdues. Le film entier a été tourné à Qiqihar, une ville du nord-est de la Chine où, lors du tournage, la température serait descendue à −30 °C. La série télévisée suivante dans laquelle Shibuya apparaît, Jieqiang, connaît à la fois un succès commercial et une reconnaissance critique. Son personnage, Kato Keiji, antagoniste sensible et sournois, lui vaut d'être qualifié de fascinant tout autant que terrifiant par la critique. Le programme bat le record des recettes les plus élevées de l'histoire des émissions de télévision chinoises. En participant à des œuvres telles qu'Ip Man et Jieqiang, Shibuya est certainement devenu l'un des acteurs japonais les plus populaires en Chine. Par la suite, ces œuvres étant diffusées dans d'autres pays, il gagna en popularité dans le monde entier.
En 2011, Shibuya a la chance de tourner avec un acteur oscarisé, Christian Bale, dans “Sacrifices of war” (“The Flowers of War” en anglais). Ce tournage a lieu juste après la diffusion de la série télévisée à succès Jieqiang, qui avait attiré l'attention des médias chinois.
Daxifa, série télévisée sortie en 2012, permet à Shibuya de jouer un personnage complexe et unique : Wutengzhang. Magicien japonais venu en Chine pour voler un document secret de la magie traditionnelle chinoise, le rôle de Wutengzhang diffère grandement des rôles de soldat auxquels Shibuya est habitué. Au fur et à mesure que l'histoire avance, le personnage adopte différentes identités, telles qu'un honnête jeune homme, une envoûtante danseuse de kabuki, un magicien se produisant sur scène, une vieillarde ou encore un malade mental. Un autre défi pour Shibuya est de parler couramment le mandarin dans chacun des 40 épisodes. Surmontant toutes les difficultés, Shibuya est de nouveau acclamé pour son talent d'acteur et son professionnalisme.
En 2012, Shibuya impressionne une fois de plus ses fans en incarnant Ichiro Nakamura, second rôle principal du film Hushed Roar, film nommé au Festival des films du monde de Montréal. Son personnage, Ichiro, est un homme simple d'esprit et souffrant d'une maladie du sang héréditaire. Exprimant une large gamme d'émotions, c'est un tout nouveau type de rôle pour Shibuya, puisqu'il a joué jusqu'à présent de nombreux personnages stéréotypés, voire parfois unilatéraux. Shibuya ne parle qu'en anglais dans le film, comme requis par le cadre du scénario. Sans le connaître personnellement, la productrice a déclaré que les rôles comiques joué par Shibuya auparavant la rassurait sur ce choix au casting, et qu'elle était très satisfaite de la performance de Shibuya.
En 2013, Shibuya apparaît dans le film Kano. Le film raconte l'histoire de l'équipe de baseball d'un lycée à Taïwan. Umin Boya, le réalisateur, lui offre le rôle car il a été impressionné par sa performance dans Ip Man. Shibuya quant à lui, est heureux d'accepter son offre, non seulement du fait de la force du scénario, mais également a cause de la réputation du réalisateur : très coopératif, il sait écouter les différentes opinions. Battant le record du box-office taïwanais en termes de recettes, le film rencontre également un grand succès au Japon, à Hong Kong ainsi que dans d'autres pays. 
Toujours en 2013, Shibuya tourne dans Xiaobaohelaocai. C'est la première occasion pour lui d'endosser un rôle comique, ce qu'il aime jouer, en Chine. Occupé à Taïwan pour le tournage de “Kano” à cette période là, il se rend à Pékin pour participer à une journée de tournage. Bien qu'il n'apparaisse que dans quelques scènes, son rôle, le colonel Qingtian, est un rôle complexe. En poste à la fin de la seconde guerre mondiale, le colonel Qingtian est de plus en plus désespéré au fur et à mesure de l'aggravation de la situation. Sachant qu'il sera démis de son poste le lendemain, il assassine un autre personnage, amenant ainsi un twist dans le scénario. C'est un rôle très court, qui rend difficile de faire transparaître la personnalité du personnage, mais Shibuya est capable de le jouer avec brio, improvisant parfois et y ajoutant même des notes d'humour. Les membres de l'équipe ainsi que le public feront l'éloge de sa performance, le voyant même crédité au casting principal malgré son petit rôle.  
Au fur et à mesure des années, Shibuya continue d'élargir l'éventail de rôles qu'il interprète en Chine à travers les séries télévisées Fenghuoshuangxiong (2013), Youchai (2015) et Tiezaishao (2015). Dans Fenghuoshuangxiong, il tombe amoureux d'une japonaise mais la perd à la fin de l'histoire. Dans Youchai, il a une relation avec une espionne japonaise dont la mort provoque sa vengeance. Dans Tiezaishao, il tombe amoureux d'une chinoise mais est forcé de la tuer. Dans ses différentes performances, les téléspectateurs ont pu apprécier toute une palette d'émotions a travers des personnages façonnés avec soin, même pour des rôles de soldats japonais, ce qui est rare à la télévision chinoise.
À partir de 2015, Shibuya ayant gagné beaucoup en notoriété, il peut se permettre une plus grande liberté dans le choix de ses prochaines apparitions. Par exemple à Wanfeng, il dirige un projet de fin d'études d'un groupe d'étudiants de la Beijing Film Academy (Académie de cinéma de Pékin). Shibuya apprécie vraiment de travailler avec les étudiants car quel que soit le budget du film, ils travaillent tous avec passion et talent. Il décide même de rejoindre le film de fin d’études des étudiants, non seulement en tant qu'acteur mais aussi pour donner des conseils dans tous les aspects de la réalisation du film.
Shibuya attache beaucoup d'importance à la communication avec les réalisateurs et les autres membres d'équipes, menant à des collaborations répétées avec de nombreux réqlisateurs, y compris Xiao Feng. Depuis leur collaboration dans “Hushed Roar” en 2012, ils sont restés en contact, et lorsque Xiao Feng réalise “Les Sentinelles du Pacifique (Air Strike, 大轰炸)”,,,, trois ans plus tard, en 2015, il confie à Shibuya le seul rôle principal de personnage japonais. Le film a été coproduit par des équipes chinoises, coréennes et hollywoodiennes. Ses consultants comprennent Vilmos Zsigmond, Richard Anderson et Ronald Bass, qui ont été récompensés aux Oscars dans les domaines de la photographie, des effets sonores et du scénario; et Mel Gibson a participé à ce film en tant que directeur artistique. Racontant l'histoire des bombardements japonais sur la ville de Chongqing pendant la seconde guerre mondiale, les acteurs principaux, de quatre pays différents, sont Liu Ye pour la Chine, Bruce Willis et Adrien Brody pour les États-Unis, Song Seung-heon pour la Corée et Shibuya pour le Japon. Il interprète le rôle d'un pilote de chasseur Zéro et se bat contre des avions de combat chinois. Toutes les scènes de batailles aériennes que Shibuya a jouées ont été tournées en studio, ce qui aurait pu gêner son interprétation et évidemment, étant dans le cockpit, il ne pouvait agir que par des expressions faciales. De plus, son jeu dépendait entièrement de son imagination car il n'y avait ni adversaire ni objet dans le studio. Malgré tous ces obstacles, Shibuya reçu de nombreux éloges.
Shibuya est apparu fréquemment à la télévision chinoise durant l'automne 2015. Cinq séries télévisées : Tiezaishao, Ershisidaoguai, Jieqiang, Xuanya et Xuebao furent diffusées sur plus de dix chaînes de télévision, dont Anhui, Beijing, Zhejiang satellite, CCTV-8, Guizhou satellite, Xizang satellite, Shanxi satellite, Anhui satellite, Tianjin satellite. De nombreux fans de Shibuya ont commenté et discuté de ses rôles, particulièrement dans sa dernière série télévisée, Tiezaishao : ils y ont été touchés par sa passion et sa sensibilité, jusqu'au moment où tout pris fin et qu'il dut tuer l'amour de sa vie. Ce qui attire à Shibuya de nombreux éloges, c'est la façon subtile et complexe qu'il a de changer d'émotions. Mais là où le public a été particulièrement impressionné, c'est par l'image de compassion que Shibuya a donnée, opposée aux personnages japonais habituellement monstrueux dans les productions chinoises.
Tenma Shibuya collabore aussi parfois avec des entreprises en tant que personnage ou porte-parole. En juillet 2013, il est présent à l'exposition d'art “An honor to meet you” («Un honneur de vous rencontrer»). En mars 2014, il collabore avec la marque de bijoux anciens «House of Willow».  En mai 2014, il est porte-parole de Millennium Residences Beijing et participe au projet “Tenma Shibuya’s Art Space & Art Life Style”,. En avril 2015, il est invité à la “Yinluchi Art District Fine Brushwork Exhibition”. En juillet 2015, il participe à l'exposition sur la peinture de Chao Hong, intitulée “Combining the East and the West”, et y prononce un discours. En 2015, de juin à juillet, il est porte-parole de la marque d'art africaine «African Symbol»,,,,,,.
En février 2017, il collabore avec la marque Fragrance à travers le projet promotionnel : “Tenma Shibuya comprehends Ancient Greek philosophy through Perfume”,
Jusqu'en 2018, Shibuya est apparu dans plus de 100 œuvres, dont des films, des séries télévisées ou encore sur scène au Japon, en Chine, à Hong Kong, à Taïwan, en Russie et aux États-Unis. Aujourd'hui, il est reconnu comme l'un des acteurs japonais les plus célèbres dans les régions sinophones, particulièrement en Chine continentale,.

## Carrière dans les échanges culturels internationaux
Tenma Shibuya comprend l’importance des échanges culturels et de la compréhension mutuelle entre différentes races et différentes cultures grâce à son expérience aux États-Unis, à ses débuts. Après son retour au Japon, il passe une grande partie de son temps libre à participer à des échanges culturels en tant que bénévole : il enseigne le japonais gratuitement et met également sur pied un cours de danse classique japonaise gratuit, le tout à destination des étrangers. 
Après son premier voyage en Chine en 2006, il fait la promotion de plusieurs échanges culturels à Beijing. En 2009 à Tokyo, il crée une organisation à but non lucratif, la JC-CEP (Japan-China Cultural Exchange Promotion), visant à promouvoir les échanges culturels entre le Japon et la Chine. En tant que directeur général et fondateur, Shibuya dirige plus de vingt activités et échanges culturels, souvent en coopération étroite avec des organisations nationales : l'ambassade du Japon, la Fondation du Japon, le Centre Culturel Japonais et la Société pour l'Histoire des Relations Sino-Japonaises. Par ses efforts incessants depuis les années 1990, il montre son empressement à promouvoir la communication et la compréhension des différentes cultures.  .　  

### Principales activités de promotion des échanges culturels entre le Japon et la Chine
Avril 2007
Première conférence de l'Association Culturelle Japonaise, prédécesseur de la Japan-China Cultural Exchange Promotion. Tenma assiste à la conférence en tant qu'un des intervenants qui apportent chacun des informations sur leurs domaines professionnels : la danse japonaise classique, la cérémonie du thé, l'arrangement floral - kado, l'aïkido, le karaté, le spectacle comique et la danse de rue.
Juin 2007
Rencontre avec plus de 40 invités de différentes nationalités et origines sociales. Des discussions sur les cultures en général, des démonstrations de danse classique japonaise et des conférences sur l'animation japonaise sont organisées.
Juillet 2007
Publication de : La cérémonie du thé de Urasenke, en coopération avec le magazine Super city.　 
Novembre 2007
Nouvel événement culturel : des conférenciers font une présentation au sujet du Kitsuke : art du port du kimono japonais. Des spectacles de danse de rue ont également lieu dans un des quartiers traditionnels de Beijing, Nanluoguxiang.
Février 2008
À Beijing, séminaire d'initiation à la culture japonaise pour les étudiants chinois souhaitant étudier au Japon,  organisé par l'ambassade du Japon en Chine.
Février 2008
Conférence et atelier sur l'art et la culture traditionnel japonais, à l'école de langue japonaise Beijing Yinghua. 
Mars - avril 2008
Série de conférences sur la culture japonaise organisées à l'ambassade du Japon et à la Japan International Exchange Foundation, en coopération avec le Centre d'Information et de Culture de l'Ambassade du Japon et la Société pour l'Histoire des Relations Sino-Japonaises.
Titres des conférences:
Mode japonaise : kimono & mode contemporaine
Danse japonaise : danse classique et danse de rue
Arts martiaux japonais : kendo, karaté et aïkido
Culture pop japonaise : manga, animation & musique 　
Juillet 2008
Promotion du tourisme au Japon : Zero Distance Campaign, organisée par l’Organisation Nationale du Tourisme du Japon.　
Septembre 2008
Organisation d'un festival de danse traditionnelle japonaise dite Bon Odori. Une centaine de personnes participent à ce festival de danse. 
Septembre 2008
Participation au festival du tourisme japonais ayant lieu au parc Chaoyang, à Beijing. Shibuya y exécute la danse classique japonaise appelée Sukeroku.
Septembre 2008
Coordination d'une conférence sur le Kitsuke japonais, présentant différents vêtements ainsi que le kimono et les façons de les vêtir. Cette activité a eu lieu au Fureai No Ba à Changchun en Chine et a été organisée par la Japan International Exchange Foundation.
Mars - juin 2009
Deuxième série de conférences sur la culture japonaise, au centre culturel japonais, à Beijing. Les conférences étaient animées par la Japan-China Cultural Exchange Promotion et la Japan International Exchange Foundation, en coopération avec l’ambassade du Japon en Chine, et la Société Chinoise pour les Études sur l’Amitié entre les Peuples (China Society for People’s Friendship Studies). Dix conférences sont données sur cinq jours.
Titres des conférences:
1. Animation japonaise et musique pop
2. Thé japonais et desserts japonais
3. Mode et maquillage japonais
4. Architecture japonaise et design d'intérieur
5. Saké et cuisine japonaise  
Mai 2009
Création de Tenma-kai, groupe de danse classique japonaise composé de danseuses japonaises et chinoises. Organisé par Tenma, le groupe se produit au deuxième festival d'échange sino-japonais organisé conjointement par l'association japonaise de l'Université de Pékin (Peking University) et la China-Japan Exchange Association.
Octobre 2009
Participation à un évènement de la Japan-China cultural exchange organisée par Manbu. Les représentations sur scène et le personnel bénévole sont fournis par la Japan-China Cultural Exchange Promotion.
Novembre 2009
Rencontre avec Mr. Li Dechun, un célèbre érudit chinois, grand connaisseur de la littérature japonaise. Shibuya, en tant que représentant de la Japan-China Cultural Exchange Promotion, eût un dialogue sur la promotion des échanges culturels entre le Japon et la Chine avec Mr. Li, qui devînt par la suite conseiller spécial pour la Japan-China Cultural Exchange Promotion. 
Novembre 2009
Visite du plateau de tournage d'Eergunaheyouan, film ayant pour sujet les minorités ethniques de la Chine et financé par l'Eurasian Club. 
Mai 2012
Rencontre avec des étudiants au cours de laquelle Tenma donne une conférence sur les échanges culturels autour des films
et de la télévision. Il y interprète aussi, au chant et à la guitare, sa chanson originale : Pengyou (朋友, ami en chinois). 
28 juillet 2012
Évènement culturel entre le Japon et la Chine nommé “Souka! -搜卡!”. Il s'agit d'un rassemblement pour promouvoir la compréhension mutuelle entre le Japon et la Chine en écoutant l'expérience de différentes personnes. Célébrant le 40e anniversaire de la normalisation des relations sino-japonaises, la Japan-China Cultural Exchange Promotion a accueilli l'événement en coopération avec le Centre Culturel et d'Informations de l'ambassade du Japon et Société pour l'Histoire des Relations Sino-Japonaises. À cet évènement, deux invités spéciaux sont présents : M. Yuji Miyauchi et M. Liu Xinhua. Ils ont pû échanger leurs points de vue et expériences devant le public.
Octobre 2012
Spectacle de danse classique japonaise à l’édition 2012 du “Sino-Japan Exchange Expo”, au centre national des congrès de Chine. Shibuya dirige le spectacle de danse lors de cet événement célébrant le 40e anniversaire de la normalisation des relations sino-japonaises.
Mars 2013
Exposition et atelier sur l'ikebana, l'art de la composition florale traditionnelle japonaise, au centre culturel japonais, à Beijing.
Dirigé par Koryu bi ・ Seikai et animé par le Japan-China Cultural Exchange Promotion, l'événement s'est déroulé sur deux jours.
Environ 150 invités ont assisté à l'évènement. Soutenu par le Centre d’Information et de Culture de l’ambassade du Japon et la Société pour l'Histoire des Relations Sino-Japonaises, c'est devenu un rassemblement annuel depuis 2013,.